# アットフリークス
有限会社アットフリークスは、和歌山県和歌山市に本社を置く日本のインターネット関連企業。

## 沿革
- 2005年9月 - 和歌山大学の4名の学生によって設立[1]。
- 2019年12月25日 - @wiki事業を、GameWithが設立した株式会社アットウィキへ譲渡[2][3]。

## 不祥事
- 2006年1月16日、同社の取締役（当時）が和歌山大学の同級生に暴行といじめを繰り返した容疑で逮捕された[4][5]。なお、当人は同年2月14日に取締役を解任されている[5]。
- 2013年8月、@PAGES登録ユーザー全員のユーザー名、パスワード、メールアドレス、IPアドレスなどが外部に流出した[6]。
- 2014年3月、@wiki登録ユーザー全員のユーザー名、パスワード、メールアドレス、IPアドレスなどが外部に流出した[7]。

## 終了したサービス
多くのサービスが、終了している。

### CGMサービス
- @bb [無料フォーラム型掲示板]
- @bbs [無料掲示板]
- @chs [2ch型無料掲示板]
- @pages [CGI可・無料ホームページ]（ホスティングサーバ）
- @paint [無料お絵かき掲示板]
- @PEDIA [ソーシャル辞書]
- @PNE [無料SNSレンタル]（OpenPNE）
- @wiki [無料レンタルウィキ]（Wikiホスティングサービス（英語版））
- @wordブログ [無料高機能ブログ]
- ソーシャルネットワーキングサービス @flabo
- @DIARY [無料日記]
- @SITES [大容量・無料ホームページ]

### メディアサービス
- iPhone/iPad アプリ情報 iPhone Appinfo
- Android アプリ情報 Android Appinfo
- Mac App Store アプリ情報 Mac Appinfo
- 価格比較＠PRICE
- オークション落札相場＠PRICE

### キュレーションサービス
- まとめアットウィキ [無料まとめ]
- ソシャこれ [ソーシャルゲーム専門まとめ]
- ミュートピ[音楽情報専門まとめ]
- ツイこれ[Twitterまとめ]
- レシトピ[レシピ情報専門まとめ]
- グルトピ[グルメ情報専門まとめ]
- 婚トピ[結婚専門まとめ]
- コスとぴ[コスプレ専門まとめ]
- レディトピ[女性向け情報まとめ]
- ファミトピ[家族向け情報まとめ]
- たびコレ[国内旅行専門まとめ]
- ツアトピ[海外旅行専門まとめ]
- ハウトピ[住まい・インテリア専門まとめ]
- にゃんこれ[猫専門まとめ]
- わんこれ[犬専門まとめ]
- ゲートピ[ゲーム情報専門まとめ]